# كارثة جميلة (رواية)
كارثة جميلة هي رواية جديدة للبالغين للمؤلف الأمريكي جيمي ماكغواير.   ظهرت لأول مرة في قائمة أفضل الكتب مبيعًا في نيويورك تايمز كرواية منشورة ذاتيًا في عام 2012.  نُشرت رواية كارثة جميلة في الأصل ذاتيًا في مايو 2011، ثم استحوذت عليها أتريابوكش لشركة سايمون وشوستر وأعيد إصدارها في أغسطس 2012  وقد تُرجمت إلى أكثر من خمسين لغة حول العالم.

## الشخصيات
- ترافيس "المجنون" مادوكس
- آبي "حمامة" أبيرناثي
- أمريكا ميسون
- شيبلي مادوكس
- باركر هايز
- كارا لين
- ميغان
- ترينتون مادوكس
- ماريك يونغ
- ف ينش
- تايلر مادوكس
- ميك أبيرناثي
- جيم مادوكس
- تايلور مادوكس
- توماس مادوكس
- آدم
- ايثان
- جايسون برازيل
- كريس جينكينز

## الفيلم
في عام 2012، اختارت شركة وارنر براذرز إنترتينمنت حقوق إصدار فيلم مقتبس عن رواية كارثة جميلة،   لكن الفيلم لم يُنتَج مطلقًا وانتهى خيار الشركة في 13 مايو 2014. بعد ذلك بدأ إنتاج الفيلم بواسطة شركة فولتاج بيكتشرز في عام 2021 حيث كان روجر كومبل مخرجًا له، وكان من بين الممثلين المشاركين في المشروع ديلان سبروس وروب إستس وفيرجينيا جاردنر.  تلقى المشروع انتقادات عامة بسبب تصريحات المؤلف المثيرة للجدل ووجهات نظره السياسية اليمينية المتطرفة.    عُرض الفيلم ضمن فعاليات فاتوم في 13 أبريل 2023.   وعرض الفيلم على هولو ابتداءً من 11 أغسطس 2023 

## الروابط الخارجية
- الموقع الرسمي
- imdb listing for Beautiful Disaster film